# Agalliopsis florida
Agalliopsis florida är en insektsart som beskrevs av Paul W. Oman 1935. Agalliopsis florida ingår i släktet Agalliopsis och familjen dvärgstritar. Inga underarter finns listade i Catalogue of Life.